# Версејлс (Илиноис)
Версејлс (енгл. Versailles) град је у америчкој савезној држави Илиноис.

## Демографија
По попису из 2010. године број становника је 478, што је 89 (-15,7%) становника мање него 2000. године.
| Група             | 2000.       | 2010.       |
| Белци             | 565 (99,6%) | 464 (97,1%) |
| Афроамериканци    | 1 (0,2%)    | 2 (0,4%)    |
| Азијати           | 0 (0,0%)    | 0 (0,0%)    |
| Хиспаноамериканци | 0 (0,0%)    | 7 (1,5%)    |
| Укупно            | 567         | 478         |